# Lauxania siciliana
Lauxania siciliana är en tvåvingeart som beskrevs av Merz 2001. Lauxania siciliana ingår i släktet Lauxania och familjen lövflugor. Inga underarter finns listade i Catalogue of Life.